# Ruta Provincial 11 (La Pampa)
La Ruta Provincial 11 es una carretera de Argentina en la provincia de La Pampa. Su recorrido total es de 430 km en su mayoría de tierra natural.

## Recorrido

### Ruta 188 - Ruta 10
Tiene como extremo norte a la Ruta Nacional 188 en el acceso a la localidad de Chamaicó. Tomando siempre dirección sur, cruza las vías del ramal a Arizona del Ferrocarril Sarmiento en La Maruja, donde al cruzar la Ruta Provincial 4, esta ruta pasa a ser 5 km de asfalto.
Siguiendo hacia el sur, retoma el camino de asfalto entre la Ruta Provincial 102 y la Ruta Provincial 10. Allí cruza las vías del ramal a Telén.

### Ruta 10 - Ruta 152
Aquí la ruta es totalmente de tierra natural, teniendo la particular de ser 128 km en total línea recta sin curvas. No existen poblaciones en este tramo.

### Ruta 152 - Río Colorado
Toma sentido sur desde la Ruta Nacional 152 a 14 km al oeste de la ciudad de General Acha.
En el cruce con la Ruta Provincial 30 se encuentra la localidad de Cuchillo-Có.
La ruta finaliza en el Puente Pichi Mahuida al cruzar el Río Colorado. Del otro lado de las aguas se encuentra la localidad de Pichi Mahuida, ya en la Provincia de Río Negro.